# X-chromosoom

Het X-chromosoom is een van de twee geslachtschromosomen in de mens. Anders dan bij de autosomen, waarbij de paren identiek zijn, kan de andere helft van het chromosomenpaar naast een ander X-chromosoom ook een Y-chromosoom zijn. Als iemand twee X-chromosomen heeft, is diegene in de regel van het vrouwelijk geslacht, met bij de mens de notatie van het karyotype 46,XX. Als iemand een X-chromosoom en een Y-chromosoom heeft, is diegene in de regel van het mannelijk geslacht met bij de mens de notatie 46,XY. In beide notaties slaat de 46 op het totale aantal chromosomen dat een mens meestal heeft, 22 paar autosomen en 1 paar geslachtschromosomen.

## Geschiedenis
Het X-chromosoom werd in 1890 ontdekt door Hermann Henking, terwijl het Y-geslachtschromosoom in 1905 werd ontdekt door Nettie Stevens en Edmund Beecher Wilson, onafhankelijk van elkaar. Clarence Erwin McClung was de eerste die voor wat toen nog het accessory chromosome werd genoemd, een rol zag bij de geslachtsbepaling. Hij dacht echter nog dat het geslachtsbepalend was voor de man.
Zo kreeg het X-chromosoom een belangrijke rol bij de onderbouwing van de chromosomale erfelijkheidstheorie. Het zou echter nog tot de jaren 1920 duren voordat de metabolische theorie van Patrick Geddes en Arthur Thomson verlaten werd en de invloed van de geslachtschromosomen breed werd geaccepteerd, al werd deze pas in de jaren 1950-60 beter begrepen. En hoewel Thomas Hunt Morgan, die samenwerkte met Stevens, het bestaan van de geslachtschromosomen uiteindelijk accepteerde, bleef hij bij zijn kritiek dat deze een binair geslachtsmodel impliceerden, wat afbreuk deed aan de rijke variatie in de natuur.:26, 40, 49-50 In het vroege onderzoek werd de X-chromosoom vooral onderzocht in sperma, waarin de helft van de zaadcellen een X-chromosoom heeft en de andere helft een Y-chromosoom, respectievelijk een vrouw en een man voortbrengend. Doordat er geen onderscheid werd gemaakt tussen de gameet en de daaruit voortkomende mens, leidde dit tot een hyperbinair beeld van beide chromosomen. Daarbij kwam dat vooral de Drosophila werd gebruikt, waarbij het X-chromosoom geslachtsbepalend is. Pas in 1959 werd ontdekt dat dit bij de mens het Y-chromosoom is.:104-105

## Eigenschappen
Het X-chromosoom is een groot en lang chromosoom waarop zich naar schatting 900 genen bevinden, circa 5% van het totale aantal genen in een mens. Veel van deze genen hebben niets met de geslachtsbepaling in de mens te maken. De aanwezigheid van een Y-chromosoom zorgt ervoor dat een man ontstaat uit een bevruchte eicel. Het X-chromosoom is 153 miljoen baseparen (de bouwstenen van het DNA-molecuul) lang en is ongeveer 5% van al het DNA in een vrouwelijke cel en 2,5% in mannen, omdat die er maar één hebben. Het Y-chromosoom is veel kleiner en bevat veel minder informatie.

## Overerving
De gameten bevatten geen 23 chromosomenparen zoals de cellen in het het lichaam, maar 23 enkele chromosomen. De zaadcellen van de vader bevatten of een X-chromosoom of een Y-chromosoom, terwijl de eicellen van de moeder een X-chromosoom bevatten. Bij de versmelting heeft de bevruchte eicel ofwel twee X-chromosomen ofwel een enkele X-chromosoom en een enkel Y-chromosoom. Het geslacht van het toekomstig kind is een meisje in het eerste geval (XX), in het tweede geval (XY) een jongetje.

## X-inactivatie
Tijdens de vroege ontwikkeling van het vrouwelijke embryo zal in elke cel een van de twee X-chromosomen willekeurig – een specifieke vorm van mozaïcisme – geïnactiveerd worden. In de ene cel zal dit dus het ene X-chromosoom zijn, in een andere cel het andere. Na deze X-inactivatie of lyonisatie blijft echter nog zo'n 15% van de genen actief. Dit komt ongeveer overeen met het aantal actieve genen op het Y-chromosoom. Zodoende zijn er bij mannen en vrouwen evenveel actieve geslachtsgenen. Het inactieve X-chromosoom is daarna microscopisch zichtbaar als een barrlichaampje aan de rand van de celkern. Deze lichaampjes worden gebruikt om eenvoudig de sexe van een individu te bepalen.

## Erfelijke afwijkingen

### Te veel of te weinig chromosomen
Tijdens de celdeling voor de vorming van gameten (zaadcellen en eicellen) kan er iets mis gaan, waardoor in één zaad- of eicel een geslachtschromosoom te veel of te weinig belandt. Dit leidt uiteindelijk tot een te groot of te klein aantal geslachtschromosomen, wat tot problemen kan leiden.

#### Syndroom van Turner
Iemand kan door een variatie in de celdeling slechts één X-chromosoom per cel meekrijgen. In totaal heeft zo iemand dan per cel 45 chromosomen, dus 45,X. Dit is het syndroom van Turner. Het gaat in dit geval altijd om meisjes.

#### Syndroom van Klinefelter
Als iemand door een variatie in de celdeling twee X-chromosomen én een Y-chromosoom meekrijgt, is dit 47,XXY. Dit is het syndroom van Klinefelter. Het gaat in dit geval altijd om mannen. Er zijn ook mannen die nóg meer kopieën van het X-chromosoom meegekregen hebben (drie of meer). Ook dezen hebben het syndroom van Klinefelter.

#### Trisomie X
Als iemand door een variatie in de celdeling drie X-chromosomen meekrijgt, is dat triple X-syndroom, ook wel 47 XXX of trisomie X. Het gaat dan altijd om een meisje.

## X-gebonden erfelijke aandoeningen
Erfelijke afwijkingen waarvan het afwijkende gen op het X-chromosoom ligt, zijn X-gebonden erfelijke aandoeningen.

### X-gebonden recessief
Vaak komen deze ziektes alleen tot uiting in jongetjes, omdat jongetjes maar een enkel X-chromosoom hebben. In meisjes draagt de aanwezigheid van een tweede X-chromosoom er vaak aan bij dat ze de ziekte niet ontwikkelen of in veel minder heftige mate, aangezien de X-inactivatie of mozaïcisme willekeurig gaat. Er zijn dan voldoende niet-gemuteerde cellen om te compenseren voor gemuteerde varianten. Bij scheve X-inactivatie verloopt dit proces niet volledig willekeurig en domineert een van de twee X-chromosomen. Als de gemuteerde versie domineert, kan een X-gebonden erfelijke aandoening zich toch voordoen.
Vrouwen die een enkel afwijkend X-chromosoom bij zich dragen en daar zelf geen klachten van hebben, zijn wel draagster van de betreffende afwijking. Krijgen zij later kinderen, dan kunnen ze het afwijkende X-chromosoom overdragen aan een zoon die dan wel de betreffende ziekte zal ontwikkelen. Voorbeelden zijn:
- Hemofilie A en B
- Ziekte van Duchenne
- Rood/groen-kleurblindheid (blauw zit op chromosoom 7)
- Een bijzonder geval is de ziekte van Fabry. Deze ziekte ging door voor X-gebonden recessief, maar veel vrouwen (niet alle) ontwikkelen toch klachten, hoewel pas op latere leeftijd en deels minder ernstig. De mate waarin het aangedane X-chromosoom is geïnactiveerd, blijkt te correleren met de ernst van de klachten.

### X-gebonden dominant met sterfte van mannen
Sommige erfelijke aandoeningen komen vrijwel alleen bij vrouwen voor. In deze gevallen blijkt vaak spontane miskraam voor te komen van mannelijke foetussen. Een verklaring hiervoor is dat vrouwen ziek worden door de aanwezigheid van een mutatie op het ene X-chromosoom. Maar doordat in een deel van de cellen het X-chromosoom met het afwijkende gen wordt uitgeschakeld, is een deel van de cellen in feite gezond. Mannelijke embryo's hebben deze uitweg niet, en overlijden voor de geboorte. Dat er toch enkele mannen zijn met dergelijke aandoening, komt doordat de mutatie bij hen pas na de bevruchting is opgetreden, zodat slechts een deel van de cellen het gemuteerde gen bevat. Een voorbeeld is:
- Incontinentia pigmenti

## Lijst met X-gebonden erfelijke aandoeningen
Hieronder een lijst van aandoeningen die veroorzaakt kunnen worden door aandoeningen op het X-chromosoom:
| - Syndroom van Alport - Androgeenongevoeligheidssyndroom (AOS) - Spierdystrofie van Becker - Centronucleaire myopathie - Ziekte van Charcot-Marie-Tooth - Syndroom van Coffin-Lowry - Ziekte van Duchenne - Ziekte van Fabry - Fragiele-X-syndroom - Glucose-6-fosfatase dehydrogenase deficiëntie - Hemofilie A en B - Incontinentia pigmenti - Syndroom van Lesch-Nyhan | - Ziekte van Menkes - Myotubulaire myopathie - X-gebonden niet-syndromale doofheid - Ornithine transcarbamylase deficiëntie - Syndroom van Rett - Spinale en bulbaire musculaire atrofie - X-gebonden severe combined immunodeficiency (SCID) - X-gebonden agammaglobulinemie - X-gebonden sideroblastische anemie - Alfa-thalassemie-mentale-retardatie (ATRX) - Syndroom van Coffin-Lowry - X-gebonden Adrenoleukodystrofie (X-ALD) - Léri-Weill |

1 ·
2 ·
3 ·
4 ·
5 ·
6 ·
7 ·
8 ·
9 ·
10 ·
11 ·
12 ·
13 ·
14 ·
15 ·
16 ·
17 ·
18 ·
19 ·
20 ·
21 ·
22 ·
X ·
Y